# Bagram
Bagram (perzijsko بگرام) je mesto in upravno središče okraja Bagram v afganistanski provinci Parvan. Mesto leži približno 25 kilometrov severno od Kabula. Bagram stoji na stičišču dolin Ghorband in Pandžšir. Kot zgodovinsko mesto je stal na ključnem križišču na svilni poti, od koder so vodile poti v Indijo, na zahod skozi gore proti Bamijanu in na sever preko Kušanskega prelaza v Baglansko dolino. Preko kušanskega arheološkega najdišča Surh Kotal je vodila cesta v trgovsko središče Balh in naprej v severni Afganistan.

## Zgodovina

### Stari vek
Izvor imena Bagram ni jasen. Njegov izvor poskuša pojasniti več teorij. V bližini Bagrama je starodavno najdišče Kapisa, od koder je nekoč vladala indo-iranska dinastija Kambodža.
Med vojno diadohov se je v severnem delu Indijske podceline razvilo Maurijsko cesarstvo. Ustanovitelj cesarstva Čandragupta Mauri se je leta 305 pr. n. št. soočil z makedonsko invazijsko vojsko pod poveljstvom Selevka I. in po krajšem spopadu z napadalci sklenil mirovni sporazum, s katerim Selevk Mavrijcem prepustil Gandaro in Arahozijo s središčem v staroveškem Kandaharju in ozemlje južno od Bagrama. Slednje ustreza skrajnemu jugovzhodu sedanjega Afganistana. V 120 letih mavrijske oblasti v južnem Afganistanu se je tja razširil budizem, ki je ob zoroastrstvu in lokalnih poganskih verovanjih postal glavno verstvo.
Bagram  je v 1. stoletju n. št. postal prestolnica Kušanskega cesarstva. Kušani so od tu prodrli proti jugu in osvojili Pešavar. Bagramski zaklad z dragocenostmi od Grčije do Kitajske  kaže na intenzivno trgovinsko izmenjavo med vsemi kulturnimi središči klasičnega časa s Kušanskim cesarstvom na stičišču kopenske in pomorske trgovine med vzhodom in zahodom. Umetnine, najdene v Bagramu, so povsem helenistične, rimske, kitajske ali indijske z le malo znaki kulturnega sinkretizma v grško-budistični umetnosti.

### Islamska zasedba Afganistana
Islamsko osvajanje Afganistana in sosednje Paštunske regije se je začelo v 7. stoletju po osvojitvi Perzije. Popolna islamizacija Afganistana je bila dosežena šele med  vladavino Gaznavidov (962–1186). Sodobno mesto Bagram naj bi ustanovil mogulski cesar Babur na mestu starodavnega mesta. Babur v svojih spominih Baburnama poudarja, da ga je zelo očarala kolonija hindujskih asketov v Gurh Kattri (Kur Katra), ki jo je obiskal leta 1519.

## Nedavna zgodovina
V Bagramu  je strateško vojaško letališče, s katerega je potekala večina letalskih dejavnosti ZDA v Afganistanu. Vzletno-pristajalna steza je bila zgrajena leta 1976, leta 1979 pa je bila ustanovljena še sovjetska letalska baza, ki je delovala do leta 1989. V Bagramu je pod ameriškim vodstvom delovala tudi Skupina za obnovo pokrajine. 1. julija 2021 je ameriška  vojska odšla iz letalske baze in jo po dvajset letih predala afganistanski vladi. 
V Bagramu je tudi zapor Parvan, zadnji v Afganistanu pod vodstvom ZDA. Zapor je bil 25. marca 2013 prepuščen afganistanski vladi. Zapor je pritegnil pozornost medijem, ker so v njem mučili in zlorabljali zapornike. V času predaje objekta so skupine za človekove pravice, kot je Amnesty International, izrazile zaskrbljenost glede ravnanja z zaporniki.
21. decembra 2015 je bil Bagram prizorišče samomorilskega bombnega napada, v katerem je umrlo 6 ljudi.

## Vira
- The Ancient Geography of India. I. The Buddhist Period, Including the Campaigns of Alexander, and the Travels of Hwen-Thsang. Alexander Cunningham. Trübner and Co., London. Complete and unabridged reprint (2006): Low Price Publications, Delhi.
- Afghanistan: Hidden Treasures from the National Museum, Kabul (2008). Eds., Friedrik Hiebert and Pierre Cambon. National Geographic, Washington, D.C. ISBN 978-1-4262-0374-9.